# Церковь Григория Богослова в Богословском переулке

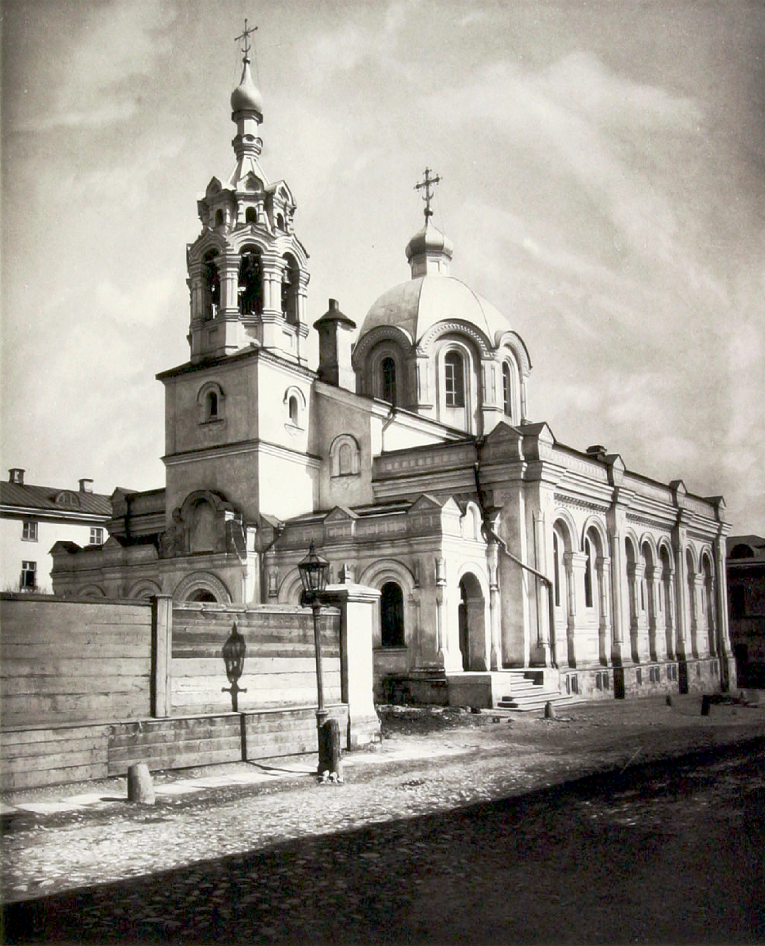
Фотография из альбома Николая Найдёнова, 1882 год

Церковь Григория Богослова, что на Большой Дмитровке — церковь в Москве.

## Историческое местоположение
Церковь Григория Богослова находилась по адресу Петровский переулок, дом № 1/30.
В строении 1 находился доходный дом храма Святого Григория Богослова, построенный в 1914 года по проекту архитектора П. В. Покровского.
В строении 2 располагался дом причта храма Святого Григория Богослова.

## История
Первое упоминание о деревянной церкви Григория Богослова относится к 1621 году. В 1638 году деревянное здание перестроено в каменное. Затем церковь несколько раз перестраивали. В 1709 году около церкви сооружена шатровая колокольня. До конца XIX века церковь не перестраивалась.
С 1878 по 1880 год церковь разобрали, затем на деньги В. Х. Спиридонова на её месте сооружён новый храм по проекту Иосифа Каминского. Церковь была с одним куполом, выдержанном в византийском стиле.
До 1922 года Петровский переулок назывался Богословским по освящению главного престола церкви. В 1929 году церковь закрыли и осквернили, а в 1932-м разрушили. На её месте рассчитывали возвести здание акционерного общества «Контрагентство по печати», однако так и не построили.
В XXI веке некоторые части церкви остались.